# Desmond Bane
Desmond Michael Bane (Richmond, 25 giugno 1998) è un cestista statunitense.

## Carriera

### Gli inizi
Dopo la sua nascita, Bane, sua madre, Marissa e sua sorella si trasferirono spesso. Quando aveva due anni, ha iniziato a vivere con i suoi bisnonni, che lo hanno cresciuto a Richmond, Indiana per il resto della sua infanzia. All'età di 13 anni, Bane scoprì che suo padre, Etieno Ekiko, viveva in Nigeria. Crescendo, ha trovato più successo nel baseball che nel basket, ma ha preferito quest'ultimo sport. Bane incentrato sul baseball fino terza media, con il suo allenatore bisnonno a livello giovanile, e anche giocato a calcio e calcetto.

### High school
Bane ha giocato a basket per la Seton Catholic High School, una piccola scuola privata a Richmond, nell'Indiana. È stato attratto dalla scuola perché la stessa, ha nominato Josh Jurgens, che lo ha allenato in terza elementare, come capo allenatore di basket durante la sua stagione in terza media. Da senior, Bane ha ottenuto una media di 30 punti, 11,5 rimbalzi, 6,1 assist e 3,2 stoppate a partita. Ha segnato un record scolastico di 62 punti e nove tiri da tre punti in una vittoria sulla Lincoln Senior High School. È stato nominato MVP del Wettig Memorial Holiday Tournament. Bane ha segnato 1 991 punti nei suoi quattro anni di carriera, superando il vincitore nel 1988 di Indiana Mr. Basketball Woody Austin per il massimo nella contea di Waynestoria. Non ha ricevuto una divisione NCAA che offro fino alla sua stagione da senior, quando Furman gli ha offerto alla fine del periodo di firma anticipata di novembre. Il 12 maggio 2016, Bane si è impegnato a giocare a basket universitario per la TCU. Non è stato valutato dai principali servizi di reclutamento 247Sports, ESPN o Rivals.

### College

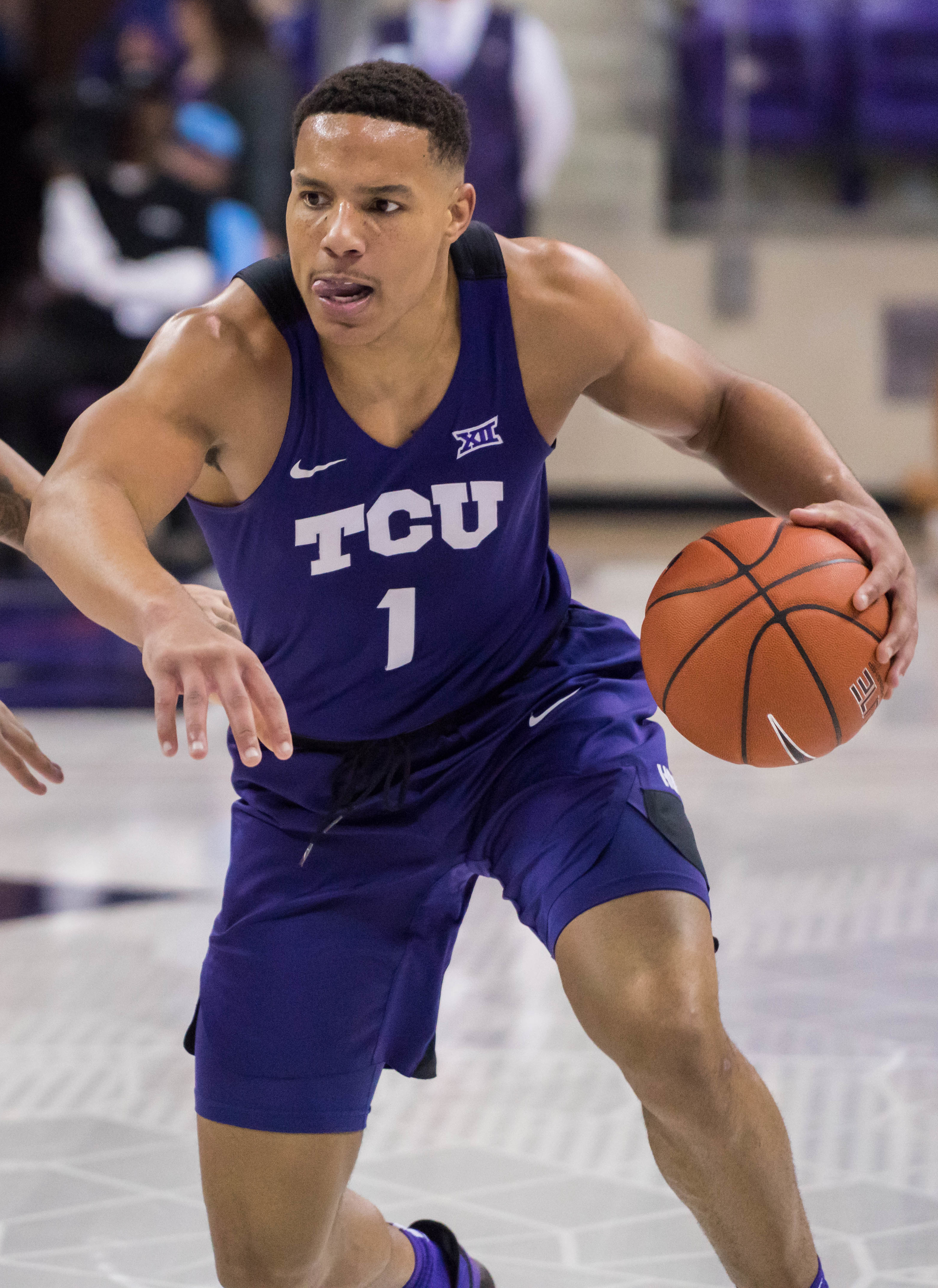
Bane con TCU nel 2020

Bane si è guadagnato il titolo di Big 12 Newcomer of the Week dopo aver segnato 18 punti e ottenuto sette rimbalzi contro Bradley. Aveva 16 punti inclusi tre tiri liberi con due secondi rimanenti per aiutare TCU a sconfiggere il Kansas primo classificato, 85-82, nei quarti di finale del Phillips 66 Big 12 Championship. Bane ha aiutato TCU a vincere il NIT come matricola, contribuendo con nove punti nella partita per il titolo contro la Georgia Tech. Ha una media di 7,1 punti e 2,9 rimbalzi a partita e ha effettuato 13 partenze. In una vittoria per 89-83 sullo stato dell'Iowa, Bane ha segnato un record di 27 punti. Al secondo anno, Bane aveva una media di 12,5 punti e 4,1 rimbalzi a partita e la sua percentuale di 3 punti del 47,2% era in testa ai Big 12. Nel torneo NCAA, Bane aveva cinque punti, quattro rimbalzi, quattro assist, un recupero e un blocco nel sconfitta al primo turno contro Syracuse. Da junior, Bane è stato nominato nella seconda squadra All-Big 12. Ha ottenuto 34 punti nella regular season finale della squadra contro il Texas e ha segnato 30 punti contro il Nebraska nel secondo round del allora. Bane aveva una media di 15,2 punti a partita per guidare la squadra, 5,7 rimbalzi a partita e tirato il 42,5% da dietro l'arco. Dopo la stagione, ha "testato le acque" del draft NBA ma è tornato in TCU. Da senior, Bane è stato inserito nel First Team All-Big 12. Bane ha totalizzato una media di 16,6 punti e 6,3 rimbalzi a partita, e la sua percentuale di tre punti del 44,2% ha guidato il Big 12. Il 2 marzo 2020, Bane è stato nominato Big 12 Player of the Week dopo aver segnato 23 punti nella rimonta per 75-72 su Baylor al secondo posto.

### NBA

#### Memphis Grizzlies (2020–2025)

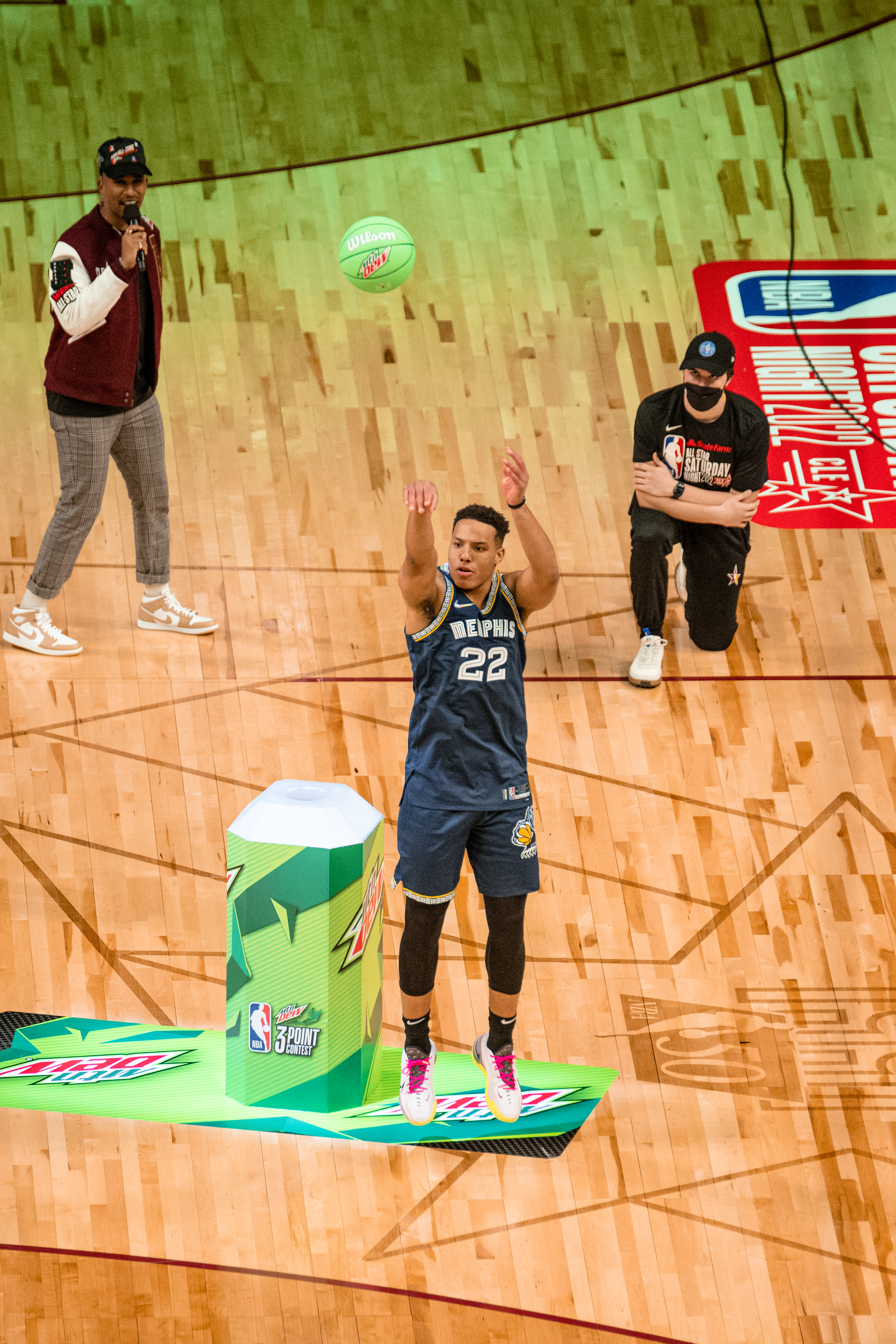
Bane durante l’All-Star Game 2022

Bane è stato selezionato con la 30ª scelta nel Draft NBA 2020 dai Boston Celtics. È diventato il primo giocatore di TCU ad essere scelto al primo turno dal 1995. Bane è stato successivamente ceduto ai Memphis Grizzlies. Il 25 novembre 2020 i Memphis Grizzlies hanno annunciato la firma del contratto da parte di Bane. Al termine della sua prima stagione è stato inserito nell'NBA All-Rookie Second Team in cui ha fatto registrare la migliore percentuale di realizzazione da tre punti per un debuttante dai tempi di Stephen Curry (minimo 150 tentativi).
Il 5 dicembre 2021 Bane ha fatto segnare l'allora primato personale di 29 punti, oltre a 9 rimbalzi, nella vittoria per 97–90 sui Dallas Mavericks. Bane e Tyrese Haliburton sono stati i vincitori del Clorox Clutch Challenge all'All Star Game del 2022. Il 23 marzo Bane ha stabilito il record di franchigia dei Grizzlies per canestri da tre punti in una stagione, superando i 202 di Mike Miller nel 2007.
Nel primo turno dei playoff 2022 contro i Minnesota Timberwolves, il 22 aprile, Bane ha guidato Memphis con 34 punti segnati nella sconfitta per 119–118 in gara 4. Il 30 aprile ha segnato 23 punti contribuendo alla vittoria che ha eliminato I Timberwolves. Bane ha segnato 27 canestri da tre punti in quella serie, pareggiando un record di franchigia in una singola annata di playoff. I Grizzlies sono stati poi eliminati in sei partite nel turno successivo da Golden State Warriors futuri vincitori del titolo.
Il 24 ottobre 2022 Bane ha segnato un nuovo primato personale di 38 punti nella vittoria per 134–124 sui Brooklyn Nets. L'11 novembre, durante la vittoria per 114–103 su Minnesota, ha subito un infortunio a un piede. Tre giorni dopo fu annunciata una slogatura della caviglia che avrebbe dovuto essere valutata nuovamente in 2-3 settimane. Il 7 dicembre il club ha annunciato che Bane sarebbe rimasto fuori dai campi per altre 3-4 settimane per quell'infortunio. Il giocatore tuttavia ha fatto ritorno in anticipo, il 24 dicembre, facendo registrare 17 punti, 3 rimbalzi e 2 assist nella vittoria sui Phoenix Suns.
In gara 4 del primo turno dei playoff 2023 contro i Los Angeles Lakers, Bane ha segnato un record in carriera nei playoff di 36 punti nella sconfitta per 117–111 ai tempi supplementari. Due giorni dopo ha fatto registrare 33 punti, 5 rimbalzi e 5 assist nella vittoria per 116–99 di gara 5. Memphis ha finito con il perdere la serie in sei partite.
Al termine della stagione 2022-23, Bane ha firmato il più ricco contratto della storia della franchigia dei Grizzlies, con un quinquennale da 207 milioni di dollari.
Il 6 dicembre 2023 Bane ha segnato un record in carriera di 49 punti, con 6 rimbalzi e 8 assist, nella vittoria per 116–102 sui Detroit Pistons. Si è unito così a Mike Miller quale unico altro giocatore della storia dei Grizzlies con almeno 45 punti, 5 rimbalzi e 5 assist in una partita.
Il 2 ottobre 2024 Bane ha partecipato interamente al training camp dopo un infortunio alla schiena che gli aveva fatto saltare le ultime nove partite della stagione 2023–2024. Il 3 marzo 2025 ha fatto registrare la sua prima tripla doppia in carriera con 35 punti, 10 rimbalzi e 10 assist nella sconfitta per 132–130 contro gli Atlanta Hawks.

#### Orlando Magic (2025–presente)
Nel giugno 2025, Bane è stato ceduto agli Orlando Magic in cambio di  Kentavious Caldwell-Pope, Cole Anthony, della 16ª scelta assoluta al Draft NBA 2025, della prima scelta al Draft 2026 appartenente ai Phoenix Suns, della prima scelta non protetta di Orlando al Draft 2028, di un’ulteriore prima scelta non protetta al Draft 2030 e di uno scambio di scelte al Draft 2029 soggetto a lievi protezioni.

## Statistiche
| † | Denota una stagione in cui ha vinto il titolo |

### NCAA
| Anno       | Squadra          | PG  | PT  | MP   | TC%  | 3P%  | TL%  | RP  | AP  | PRP | SP  | PP   |
| ---------- | ---------------- | --- | --- | ---- | ---- | ---- | ---- | --- | --- | --- | --- | ---- |
| 2016-2017† | TCU Horned Frogs | 39  | 13  | 20,7 | 51,5 | 38,0 | 76,8 | 2,9 | 1,0 | 0,3 | 0,2 | 7,1  |
| 2017-2018  | TCU Horned Frogs | 33  | 32  | 30,5 | 53,9 | 46,1 | 78,0 | 4,1 | 2,5 | 0,9 | 0,2 | 12,5 |
| 2018-2019  | TCU Horned Frogs | 37  | 37  | 35,5 | 50,2 | 42,5 | 86,7 | 5,7 | 2,4 | 1,1 | 0,5 | 15,2 |
| 2019-2020  | TCU Horned Frogs | 32  | 32  | 36,0 | 45,2 | 44,2 | 78,9 | 6,3 | 3,9 | 1,5 | 0,5 | 16,6 |
| Carriera   | Carriera         | 141 | 114 | 30,4 | 49,5 | 43,3 | 80,4 | 4,7 | 2,4 | 0,9 | 0,4 | 12,7 |

#### Massimi in carriera
- Massimo di punti: 34 vs Texas-Austin (9 marzo 2019)[20]
- Massimo di rimbalzi: 11 (2 volte)
- Massimo di assist: 10 vs West Virginia (22 febbraio 2020)
- Massimo di palle rubate: 4 (2 volte)
- Massimo di stoppate: 4 vs Kansas State (15 febbraio 2020)
- Massimo di minuti giocati: 53 vs West Virginia (26 febbraio 2019)

### NBA

#### Regular Season
| Anno      | Squadra           | PG  | PT  | MP   | TC%  | 3P%  | TL%  | RP  | AP  | PRP | SP  | PP   |
| --------- | ----------------- | --- | --- | ---- | ---- | ---- | ---- | --- | --- | --- | --- | ---- |
| 2020-2021 | Memphis Grizzlies | 68  | 17  | 22,3 | 46,9 | 43,2 | 81,6 | 3,1 | 1,7 | 0,6 | 0,2 | 9,2  |
| 2021-2022 | Memphis Grizzlies | 76  | 76  | 29,8 | 46,1 | 43,6 | 90,3 | 4,4 | 2,7 | 1,2 | 0,4 | 18,2 |
| 2022-2023 | Memphis Grizzlies | 58  | 58  | 31,7 | 47,9 | 40,8 | 88,3 | 5,0 | 4,4 | 1,0 | 0,4 | 21,5 |
| 2023-2024 | Memphis Grizzlies | 42  | 42  | 34,4 | 46,4 | 38,1 | 87,0 | 4,4 | 5,5 | 1,0 | 0,5 | 23,7 |
| 2024-2025 | Memphis Grizzlies | 69  | 68  | 32,0 | 48,4 | 39,2 | 89,4 | 6,1 | 5,3 | 1,2 | 0,4 | 19,2 |
| Carriera  | Carriera          | 313 | 261 | 29,6 | 47,2 | 41,0 | 88,3 | 4,6 | 3,8 | 1,0 | 0,4 | 17,8 |

#### Play-off
| Anno     | Squadra           | PG | PT | MP   | TC%  | 3P%  | TL%  | RP  | AP  | PRP | SP  | PP   |
| -------- | ----------------- | -- | -- | ---- | ---- | ---- | ---- | --- | --- | --- | --- | ---- |
| 2021     | Memphis Grizzlies | 5  | 0  | 19,8 | 57,9 | 50,0 | -    | 3,4 | 2,0 | 0,8 | 0,4 | 5,6  |
| 2022     | Memphis Grizzlies | 12 | 12 | 35,7 | 47,8 | 48,9 | 85,7 | 3,8 | 2,2 | 0,9 | 0,8 | 18,8 |
| 2023     | Memphis Grizzlies | 6  | 6  | 38,5 | 42,2 | 32,0 | 93,1 | 6,0 | 3,2 | 0,5 | 0,0 | 23,5 |
| 2025     | Memphis Grizzlies | 4  | 4  | 34,8 | 31,7 | 21,9 | 93,3 | 6,8 | 3,3 | 0,8 | 0,5 | 15,3 |
| Carriera | Carriera          | 27 | 22 | 33,2 | 43,7 | 39,6 | 89,9 | 4,6 | 2,5 | 0,8 | 0,5 | 16,9 |

#### Massimi in carriera
- Massimo di punti: 49 vs Detroit Pistons (7 dicembre 2023)[21]
- Massimo di rimbalzi: 13 vs Houston Rockets (15 dicembre 2023)
- Massimo di assist: 16 vs Los Angeles Lakers (27  marzo 2024)
- Massimo di palle rubate: 5 vs Utah Jazz (5 aprile 2022)
- Massimo di stoppate: 3 (2 volte)
- Massimo di minuti giocati: 47 vs Los Angeles Lakers (24 aprile 2023)

## Palmarès
- Campione NIT (2017)

### NBA
- NBA All-Rookie Second Team (2021)